# Torrent de la Selva d'Aubenç
El Torrent de la Selva d'Aubenç és un torrent de l'Alt Urgell, que neix a la Serra d'Aubenç i s'uneix al Segre al Pantà d'Oliana.